# Modern Baseball
Modern Baseball est un groupe de rock américain, originaire de Philadelphie, en Pennsylvanie.

## Biographie
Brendan Lukens et Jake Ewald sont, à leurs débuts, deux amis lycéens de Brunswick, dans le Maryland, qui se lanceront comme un duo acoustique à Philadelphie, en Pennsylvanie pour atteindre l'université ; Lukens au Chestnut Hill College, et Ewald à l'Université de Drexel. Ils font la rencontre du batteur Sean Huber et du bassiste Ian Farmer. Leur nom s'inspire d'un ouvrage que Lukens et Ewald avaient trouvé – Modern Baseball Techniques – qui appartenait au père d'Ewald, en soirée. Le quatuor joue ses premiers concerts à l'Université de Drexel avec des groupes comme The Menzingers, Lee Hartney, et Cayetana.
Huber et Farmer se joignent au groupe en plein milieu de l'enregistrement de leur premier album, aux studios de Drexel. L'album, Sports, est publié en 2012, et le groupe met temporairement de côté Drexel et Chestnut Hill pour se consacrer à leurs chansons. Le deuxième album studio du groupe, You're Gonna Miss It All, est publié au label Run For Cover Records en 2014, qui atteint la 97e place du Billboard 200. Le groupe tourne aux États-Unis au début de 2014 avec The Wonder Years
Modern Baseball tourne au Royaume-Uni en septembre 2014. Ils tournent ensuite aux États-Unis en tête d'affiche avec Knuckle Puck, Foxing, Crying, et Somos. À la fin de 2015, le groupe annonce un troisième album pour 2016 chez Run For Cover Records, intitulé Holy Ghost. Le 25 février 2016, le groupe annonce leur troisième album, Holy Ghost, pour le 13 mai chez Run For Cover Records aux États-Unis, et au label Big Scary Monsters pour l'Europe.
En mai 2016, Modern Baseball embarque pour la tournée The Holy Ghost Tour avec Thin Lips et Joyce Manor. À la fin de 2016, Modern Baseball joue en soutien à Brand New avec The Front Bottoms. En décembre 2016, Ewald publie l'album Welcome sous le nom de Slaughter Beach, Dog sur Lame-O Records.
En janvier 2017, Brendan Lukens annonce qu'il ne participera pas à la tournée britannique/européenne, et préfère se reposer. En février 2017, le groupe annonce une tournée américaine et prend une pause afin de « protéger leur santé et leur amitié ».

## Style musical
La musique de Modern Baseball est rattachée à l'emo, au rock indépendant et au pop punk. Le premier album du groupe, Sports, est catégorisé emo, folk punk, pop et pop punk. You're Gonna Miss It All est aussi catégorisé emo,,,, folk rock, indie folk, rock indépendant,, pop punk,,,,, power pop, et rock.

## Membres
- Brendan Lukens : guitare, chant
- Jake Ewald : guitare, chant
- Sean Huber : batterie, chant
- Ian Farmer : basse, chant

## Discographie
- 2012 : Sports
- 2014 : You're Gonna Miss It All
- 2016 : Holy Ghost

## Vidéographie
- The Weekend
- Pothole
- Your Graduation
- Fine, Great (Punks in Vegas Session)
- Going to Bed Now (Punks in Vegas Session)
- Rock Bottom
- Wedding Singer